# 武安镇 (射洪市)
武安镇是中华人民共和国四川省遂宁市射洪市下辖的一个镇。2019年9月，撤销陈古镇和太和镇，设立武安镇，以原陈古镇和原太和镇所属行政区域为武安镇的行政区域。

## 行政区划
武安镇下辖以下村级行政区划单位：
香樟社区、金鱼垭村、瓦窑村、花土地村、大碑村、宝塘村、白马庙村、中沟村、磨咀村、玉皇街社区、文聚场社区、熊家祠村、金家村、红碑村、千家村、蒸笼寨村、玉皇村、店子村、大石村、高声村、泉水村、大湾村、石桩村、拦河村、白鹿村和文星村。